# Benenden
Benenden – wieś w Anglii, w hrabstwie Kent, w dystrykcie Tunbridge Wells. Leży 23 km na południe od miasta Maidstone i 70 km na południowy wschód od centrum Londynu.